# Dekanat zwienigorodzki
Dekanat zwienigorodzki – jeden z 48 dekanatów eparchii moskiewskiej obwodowej Rosyjskiego Kościoła Prawosławnego. Obejmuje cerkwie położone w Zwienigorodzie, w rejonie odincowskim obwodu moskiewskiego. Funkcjonuje w nim sześć cerkwi parafialnych miejskich, dwie cerkwie filialne, cerkiew domowa i cerkiew-baptysterium.
Funkcję dziekana pełni protojerej Aleksandr Karluk.

## Cerkwie w dekanacie[1]
- Cerkiew Wprowadzenia Matki Bożej do Świątyni w Zwienigorodzie
- Cerkiew św. Aleksandra Newskiego w Zwienigorodzie

Cerkiew św. Wielkiej Księżnej Elżbiety w Zwienigorodzie
Cerkiew-baptysterium św. Jana Chrzciciela w Zwienigorodzie
- Cerkiew Świętych Joachima i Anny w Zwienigorodzie
- Cerkiew Wniebowstąpienia Pańskiego w Zwienigorodzie

Kaplica Przemienienia Pańskiego
- Cerkiew Narodzenia Pańskiego we Zwienigorodzie

Cerkiew Wprowadzenia Matki Bożej do Świątyni w Zwienigorodzie – filialna
Cerkiew domowa św. Mikołaja w Zwienigorodzie
- Cerkiew Kazańskiej Ikony Matki Bożej w Zwienigorodzie